# Le Collet-de-Dèze
Le Collet-de-Dèze là một xã ở tỉnh Lozère trong vùng Occitanie, phía nam nước Pháp. Khu vực này có độ cao trung bình 306 mét trên mực nước biển.